# El Juli
Julián López Escobar (Madrid, 3 de octubre de 1982), conocido como El Juli en los carteles, es un torero español retirado. 
Se forjó como novillero en México y, con una experiencia de casi trescientos festejos entre becerradas y novilladas, tomó la alternativa a los quince años y once meses, lo que le convirtió en el diestro en hacerlo a más temprana edad de toda la historia.
Torero de fuerte tirón popular, fue la última gran revelación de la tauromaquia del siglo XX. Su presencia llenaba las plazas merced a su dominio de todas las suertes. Durante sus primeros años rondó el centenar de festejos lidiados, lo que le llevó a encabezar el escalafón de matadores de toros en 1999, 2000 y 2002. Volvió a encabezar dicho escalafón en 2019. 
Con el paso de los años y el cambio de apoderados, Julián López redujo el número de apariciones, fue adquiriendo madurez y su toreo ganó en hondura. Destacadas faenas en las plazas españolas y americanas más importantes lo han encumbrado como una de las principales figuras de la tauromaquia de inicios del siglo XXI.

## Inicios
Hijo de Julián López y Manuela Escobar tiene dos hermanos mayores que él: Manuela e Ignacio. Su padre fue un modesto novillero también conocido como El Juli. El 2 de junio de 1991, con tan solo ocho años, se puso delante de una becerra durante una fiesta campera celebrada en una finca de Toledo con motivo de su primera comunión. Ese día le pidió a sus padres el ingreso en la Escuela de Tauromaquia de Madrid, algo que se hizo realidad cuando contaba con nueve años. El 1 de mayo de 1993 debutó en público en Villamuelas (Toledo), pueblo natal de su madre, Manoli, también de familia taurina, y mató su primer becerro, al que cortó las dos orejas y el rabo.
A los doce años, el 20 de julio de 1995, se vistió de luces por primera vez en Mont-de-Marsan (Francia). Durante dos años participó en más de ciento cincuenta becerradas, consiguiendo trofeos en la mayoría de festejos de este tipo que se celebran en España y en Francia, y llamando la atención de los profesionales taurinos, quienes empezaron a hablar del joven matador.

## Novillero

### Etapa mexicana (1997)

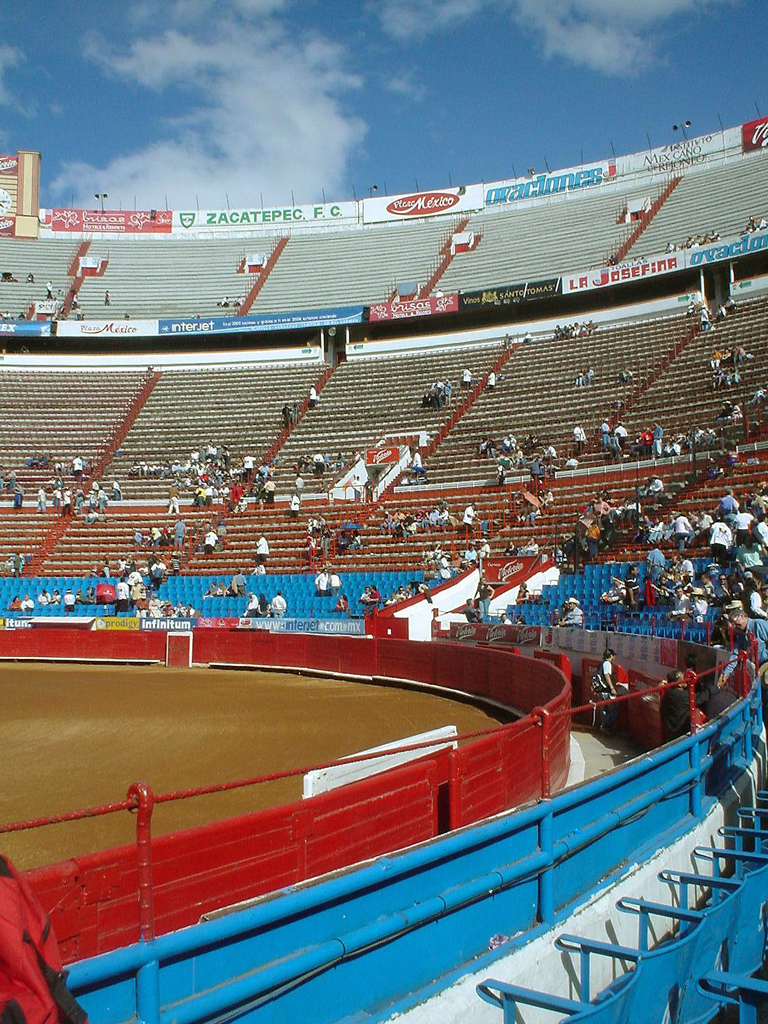
La Monumental de México ha sido escenario de algunas de las mejores tardes de El Juli, tanto de novillero como de matador de toros.

El Juli debutó con picadores el 16 de marzo de 1997 en la plaza de Texcoco, en México, a donde había viajado junto a su padre para no tener los problemas legales que planteaba su insuficiente edad para torear en público en España.
A sus catorce años, y alejado de sus seres queridos, fue una de las épocas más duras para el diestro. Burlando la ley, toreó en Villamuelas su primera novillada picada en España el 27 de abril de 1997. Regresó a México, donde poco a poco fue consiguiendo contratos hasta lograr debutar en la Plaza México el 15 de junio. Pese a que falló con el estoque, su faena impactó a quienes la presenciaron y El Juli volvió a ser llamado para torear más veces en la misma plaza. En su tercera aparición logró indultar ante 30.000 espectadores a Feligrés, convirtiéndose en el primer novillero español en conseguir tal éxito en la Monumental.
El balance de su temporada en México fue de 59 novilladas, incluyendo aun cuatro más en la Plaza México, 89 orejas, cinco rabos y tres indultos.
Antes de regresar a España, también toreó en las plazas de Cali y de Quito, consiguiendo indultar en esta última a un novillo llamado Sacacorchos.

### Temporada española (1998)

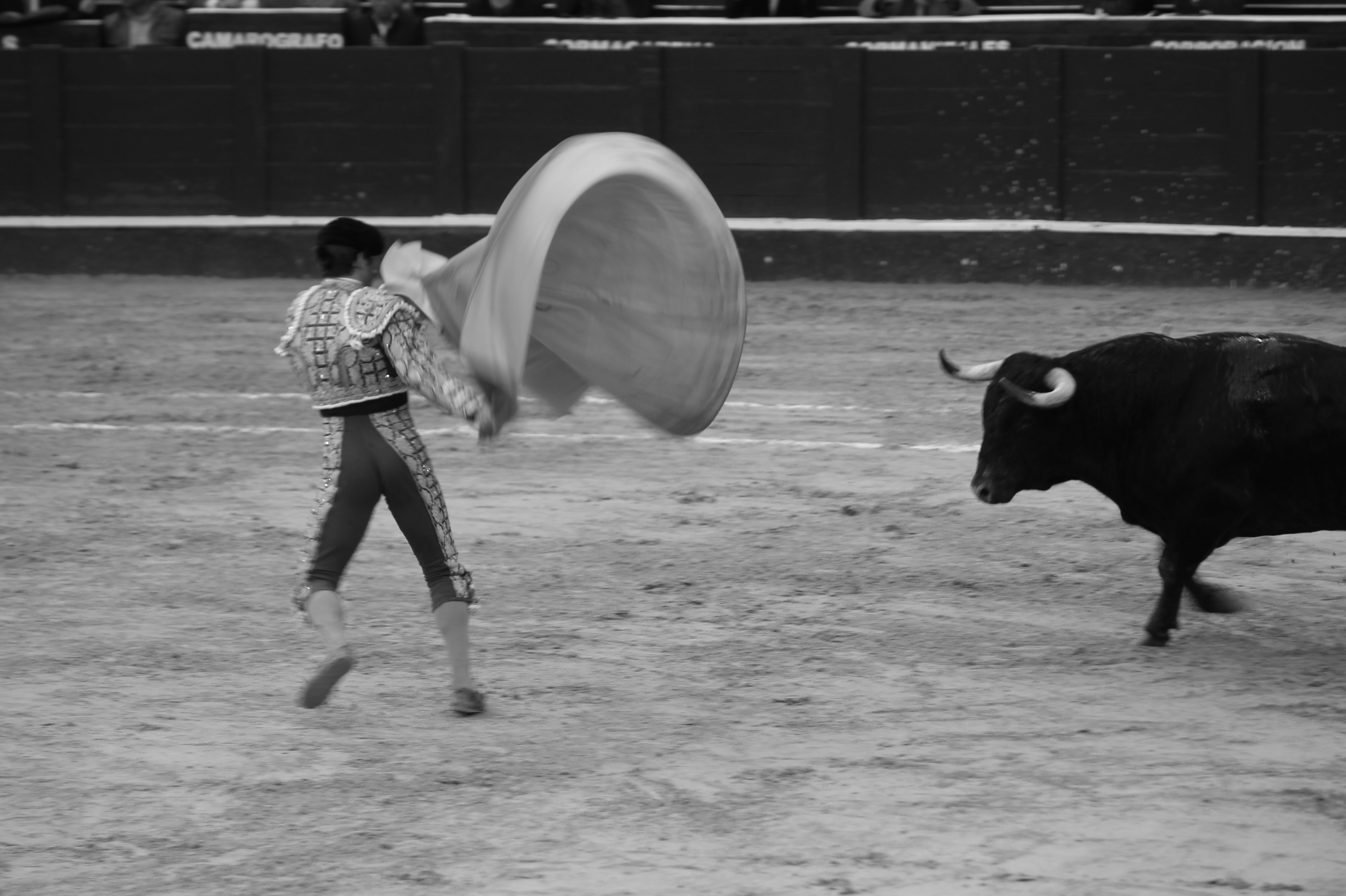
Lopecinas de Julián López "El Juli", en la última de abono en Bogotá

Antes de tomar la alternativa, en 1998 El Juli intervino en 82 novilladas, cortando 199 orejas y saliendo a hombros en 65 ocasiones.
Su temporada en España comenzó con un gran triunfo en la Feria de Castellón y acabó con un balance de 56 novilladas y 48 puertas grandes, 30 de ellas consecutivas, y solo dos tardes sin conseguir ningún trofeo. Especial significación tuvieron sus actuaciones en la Real Maestranza de Sevilla el 24 de mayo, cortando dos orejas a un novillo de Juan Pedro Domecq, y en Las Ventas de Madrid el 13 de septiembre, tarde en la que se anunció en solitario y acabó saliendo por la puerta grande tras cortarle las dos orejas a su quinto novillo ante una plaza llena de público.
Uno de sus rasgos más característicos durante su época de novillero y sus primeros años de matador fue la habilidad que mostraba durante el tercio de quites, en el que desplegaba un amplio repertorio. Dominaba la técnica tanto de las suertes españolas como de las que aprendió durante su estancia en México. Popularizó la lopecina y la escobina, denominadas así en honor de sus padres.
Pese a no haber debutado como matador de toros, El Juli ya ocupaba espacio en todos los medios de comunicación. La última novillada que lidió fue en Albacete, el 16 de septiembre, cortando cuatro orejas.

## Matador de toros

### Alternativa

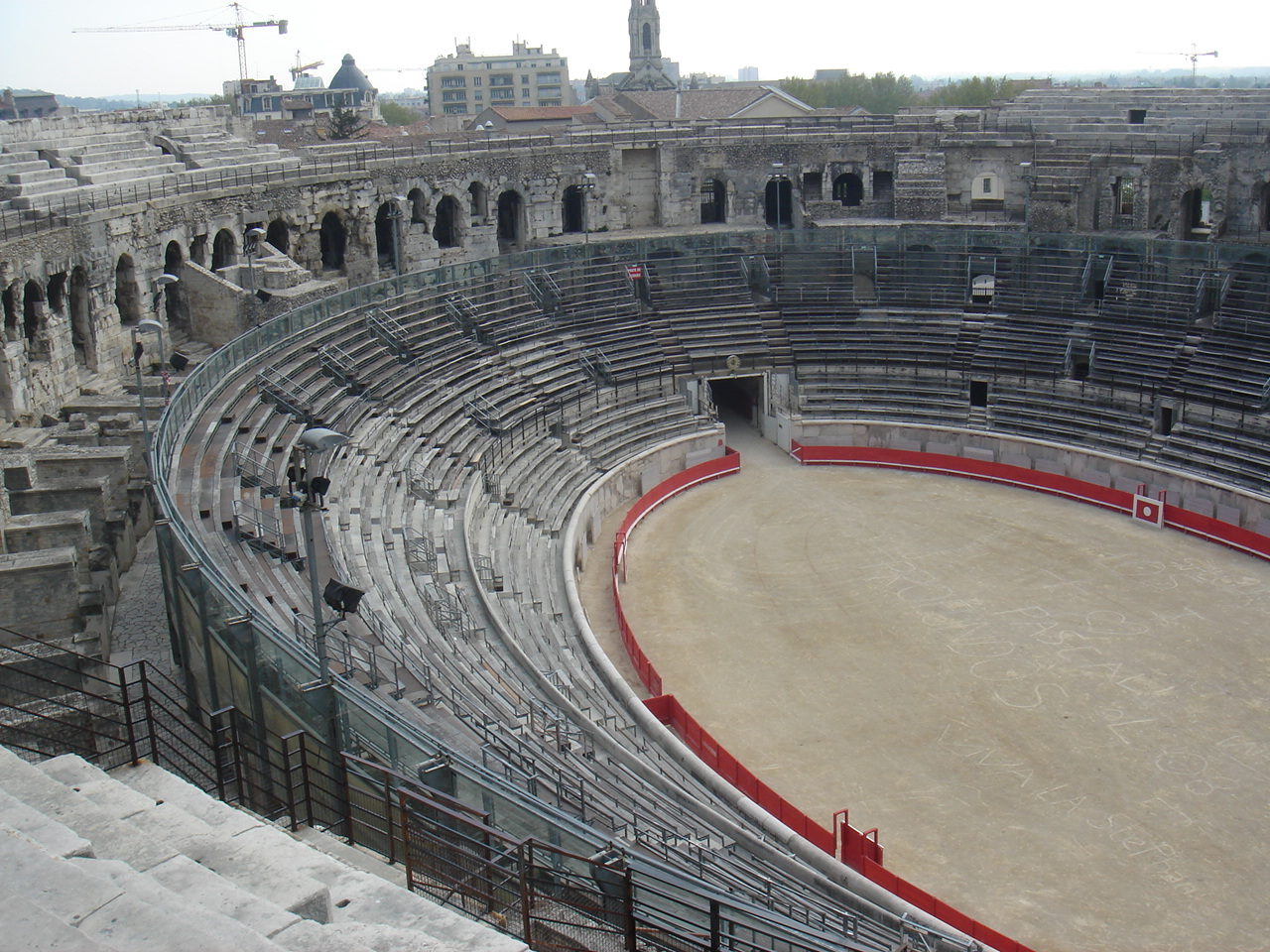
Arena de Nimes. El antiguo anfiteatro romano fue el lugar donde El Juli tomó la alternativa como matador de toros.

El 18 de septiembre de 1998 El Juli comenzó su carrera de torero en Nimes, Francia. José Mari Manzanares le dio la alternativa y José Ortega Cano fue testigo de ello. La corrida fue emitida por Televisión Española y El Juli salió a hombros tras cortar dos orejas.
Toreó 14 tardes más por tierras españolas, antes de hacer temporada en América, donde hizo 32 paseíllos y obtuvo notables éxitos en Cali, donde ganó el trofeo Señor de los Cristales, Bogotá, Medellín, Manizales, Quito y Lima, donde se hizo con el Escapulario de Oro durante la Feria del Señor de los Milagros.
El 6 de diciembre confirmó la alternativa en la Plaza México, cortando una oreja. Volvió a la misma plaza de toros el 20 del mismo mes obteniendo dos orejas y, ya en 1999, cortó cuatro orejas durante la corrida del LIII aniversario de dicho coso celebrada el 5 de febrero.

### Campañas maratonianas

#### Dos años encabezando el escalafón (1999-2000)
En sus primeros dos años de alternativa El Juli superó los cien festejos lidiados y se situó líder del escalafón de matadores de toros. La popularidad que había alcanzado entre la sociedad española era tan alta que le llevó a llenar las plazas en casi todas sus apariciones, algo que nunca había sucedido en algunas de ellas, como en la de Teruel. También llegó a protagonizar algunas campañas publicitarias.
Durante la campaña de 1999 se situó a gran distancia del segundo en el escalafón, Enrique Ponce, gracias a las 134 corridas que toreó con un balance de 282 orejas, 16 rabos y 92 salidas a hombros. A lo largo del siglo XX, tan solo Jesulín de Ubrique había toreado en más ocasiones durante un mismo año.
Una de sus mejores tardes la tuvo el 23 de abril de ese año en Sevilla en una corrida en la que cortó tres orejas y resultó cogido por su segundo toro, lo que no le impidió terminar su faena, pero sí disfrutar de su triunfo y salir por la puerta del Príncipe. Durante agosto sumó 32 corridas, llegando a torear tarde y noche hasta en tres ocasiones. Resultó cogido en Calahorra (La Rioja) el día 30, lo que le alejó de los ruedos durante casi tres semanas, por lo que no pudo llegar a las 150 corridas que se había fijado como objetivo.
Regresó a América, donde nuevamente obtuvo éxitos en muchas de las principales plazas y superó los cincuenta festejos lidiados. De vuelta en España, confirmó la alternativa en Las Ventas el 17 de mayo de 2000, con el toro Pintaguito, de Samuel Flores, acompañándole Enrique Ponce y Francisco Rivera Ordóñez. Aunque su actuación no fue destacada, sí lo fueron sus siguientes apariciones en el coso madrileño, cortando una oreja en la Corrida de la Beneficencia. Toreó en España durante este año 106 corridas y cortó 200 orejas y 13 rabos, participando en todas las grandes ferias y obteniendo importantes triunfos en algunas de ellas, aunque sin cumplir con las expectativas creadas en otras. El 12 de octubre corta las dos orejas y el rabo en Zaragoza. Fue premiado con la Oreja de Oro de RNE y por los Premios Nacionales Cossio al triunfador de la temporada.

#### Triunfos y percances en 2001
Pese a perder el primer puesto del escalafón por reducir el número de corridas toreadas, la calidad de los triunfos obtenidos durante el año 2001 consagró definitivamente a El Juli como una de las grandes figuras del toreo. Toreó 88 corridas y cortó 163 orejas y 5 rabos.
Tres cogidas de gravedad fueron las causantes de que disminuyese el número de apariciones. El 5 de junio recibió una cornada de 20 centímetros en el triángulo de Scarpa mientras toreaba en Las Ventas y, tras tres semanas de recuperación, reapareció en Alicante cortando tres orejas. Otra cornada en la pantorrilla en Málaga le mantuvo alejado de los ruedos nueve días, antes de reaparecer en Bilbao con toros de Victorino Martín y cortar dos orejas. El día siguiente, 23 de agosto, recibió durante la misma feria otra cornada en el labio superior de un toro al que consiguió cortarle las dos orejas, éxito que no se veía en la exigente plaza de toros de Vista Alegre desde hacía siete años.
El diestro tuvo destacadas tardes en muchas de las principales plazas: tres orejas en la Feria de Fallas de Valencia, tres orejas en la Feria de Abril de Sevilla, una oreja en la Corrida de la Prensa de Madrid y salidas a hombros en San Sebastián, Arlés, Jerez de la Frontera, Barcelona (tres veces), Córdoba, Cáceres, Ciudad Real, El Puerto de Santa María (en dos ocasiones), Málaga, Bayona, Palencia, Murcia, Granada, Salamanca, Logroño, Zaragoza, Jaén... Durante la temporada americana siguió sumando triunfos, nuevamente en Lima, Quito y en la Plaza México, donde cortó un rabo.

#### Cambio de apoderado y de nuevo líder del escalafón (2002)
Durante el año 2002 se comenzaron a observar cambios en El Juli. El diestro retirado Raúl Gracia, El Tato, pasó a ser su apoderado, y ello quedó reflejado en la manera de torear de Julián. Volvió a situarse el primero del escalafón con un balance de 112 corridas, 167 orejas, 6 rabos y 59 salidas a hombros, pero escuchó críticas en Sevilla y, sobre todo, en Madrid, donde hubo una polémica por las corridas que había elegido para torear.
No obstante, El Juli supo remontar la temporada y, entre otros triunfos en plazas importantes, destacaron las cinco orejas cortadas durante la Feria de San Fermín de Pamplona, las dos orejas que le cortó a un toro de Victorino en Bilbao, la salida por la puerta grande de la plaza de Bilbao tras cortar tres orejas dos días más tarde, y el indulto de un toro en Linares.
Cuando la temporada estaba próxima a su fin, el 4 de octubre se anunció un mano a mano en el Palacio de Vistalegre entre El Juli y Curro Vázquez, que se retiraba de los ruedos. La faena que El Juli le hizo a su último toro fue premiada con las dos orejas y el rabo, y fue la evidencia de que el diestro madrileño iba a afrontar los años posteriores buscando un toreo más hondo y perfeccionista, y abandonando su fama de torero bullidor, que ya no le satisfacía. A los aficionados les costó comprender este cambio, que llegó en el momento de la retirada de José Tomás, lo que dejaba a Julián López como el principal protagonista del mundo de los toros.

### Temporada complicada (2003)
Durante 2003, El Juli tuvo que hacer frente a numerosas complicaciones. Tenía en contra a muchos presidentes, que se negaban a concederle trofeos solicitados por el público; aparte de la prensa, y a algunos empresarios y ganaderos, como quedó demostrado con la negativa de que El Juli torease la corrida de Victorino durante la Feria de San Isidro.
El 27 de mayo se encerró en Madrid con seis toros durante la Corrida de la Prensa, en un festejo en el que donó todos los ingresos a diversas ONG. Con buena parte de la plaza en contra del diestro, su gesto no fue valorado suficientemente, pese a cortar una oreja tras una gran faena a un toro de Fuente Ymbro. Las crónicas de lo vivido en aquella importante tarde para el torero son un buen ejemplo de la discrepancia que ha habido entre diversos críticos taurinos a la hora de analizar las actuaciones de El Juli a lo largo de su trayectoria. Antonio Lorca escribió en El País:

La tarde naufragó entre la mediocridad y la vulgaridad de una figura que domina más la cantidad que la calidad. (...) Quedó claro que las encerronas de seis toros deben ser causa exclusiva de las auténticas figuras. El Juli, triunfador joven y dominador, icono de la torería andante, decepcionó, quizá porque solo es figura de la modernidad.
El País, 28 de mayo de 2003.

Por su parte, Luis Nieto Manjón resumió la actuación del torero de la siguiente forma:

El Juli superó con creces el examen con lupa que le hizo Madrid ante seis toros en medio de un ambiente hostil. (...) Tarde que marcará su carrera. Demostró que se acabó el niño prodigio. Quedó claro que, por su capacidad absoluta, ha alcanzado la madurez. El Juli es ya don Julián.
Diario de Sevilla, 28 de mayo de 2003.

A lo largo de la temporada, en su lucha por defender su primacía en la tauromaquia, toreó otras tres corridas en solitario en Santander, Linares y Zaragoza, cortando cuatro orejas en todas ellas, y actuó ante algunas de las ganaderías más duras. Otras tardes importantes las tuvo en Bilbao, Valencia, Almería y Mont-de-Marsan. Tiempo después, en octubre de 2007, el propio Julián declaró en relación con esta etapa de su carrera:

Estuve bloqueado. Por un lado quería evolucionar, pero no podía desarrollar porque tenía que responder a unas expectativas y a la vez defender mi sitio. Ha sido la época más amarga, pero tuve el mérito de no darle la espalda. (...) Ni disfrutaba toreando ni era feliz. A veces no sabía ni qué quería hacer.
ABC, 11 de octubre de 2007.

### Apoderamiento por Roberto Domínguez

#### Temporadas 2004-2006

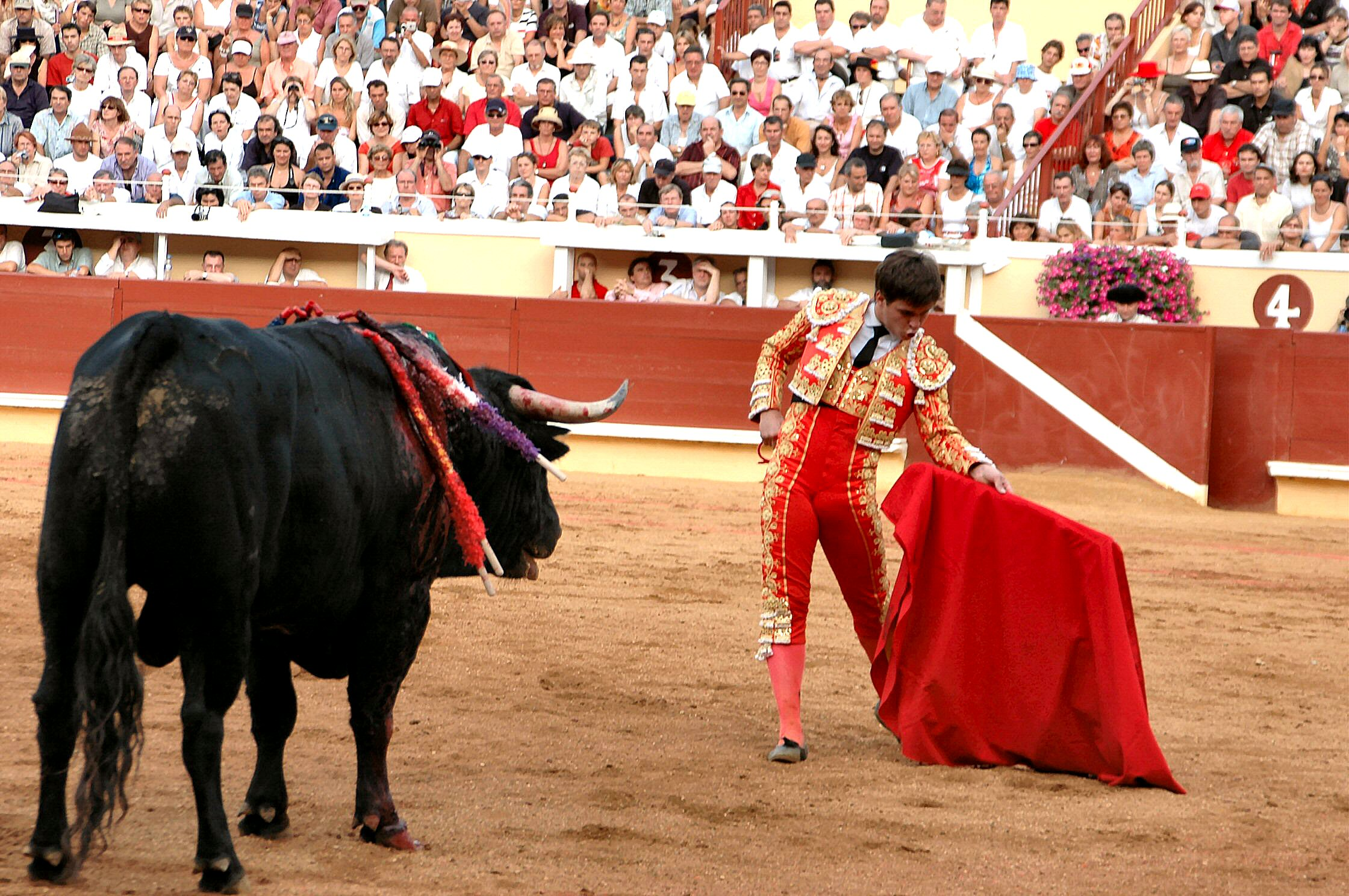
El Juli citando a un toro en Bayona (Francia) en septiembre de 2004.

Desde diciembre de 2003 Julián López estuvo apoderado por Roberto Domínguez, torero retirado, en un intento de relanzar su carrera. Aconsejado por el mismo, El Juli, que había banderilleado hasta entonces, anunció en un comunicado en abril de 2004 que dejaba de hacerlo. El tercio de banderillas era en el que el diestro madrileño recibía más críticas, pero en muchas plazas era algo que siempre hacía más efectivas sus actuaciones. Otro cambio en la actitud de El Juli fue el descenso de festejos toreados, aunque la mayoría de sus actuaciones fueron en plazas de primera y de segunda categoría. Acabó la campaña de 2004 con 74 corridas y 79 orejas, siendo quinto en el escalafón; la de 2005 con 61 corridas y 67 orejas, finalizando octavo, y la de 2006 con 63 corridas y 96 orejas, acabando de nuevo octavo.
Para entonces, El Juli demostraba madurez como torero. Su empleo del capote era menos variado que durante sus primeros años, pero más templado, y sus faenas con la muleta habían ganado en profundidad. Aunque el diestro seguía teniendo gran tirón popular, continuaron sus problemas con algunos empresarios, que ponían reticencias a sus exigencias económicas y llegaron a considerarlo «antirrentable», y con algunos presidentes de plazas, que le impidieron cosechar importantes triunfos.
En 2004, pese a su discreto paso por las ferias de abril y de San Isidro, tras torear en la Monumental de Pamplona, una de las plazas donde más triunfos ha logrado El Juli a lo largo de su trayectoria, el diestro remontó una temporada en la que también fueron destacables sus actuaciones en Bilbao y Zaragoza.
El 5 de febrero de 2005 indultó al toro Trojano en la Monumental de México. Su campaña española fue parecida a la de 2004, al no destacar ni en Sevilla ni en Madrid. Fue durante el verano cuando tuvo sus mejores actuaciones, nuevamente en Pamplona y en Bilbao, y también en Mont-de-Marsan y en Valencia. El 9 de septiembre en Valladolid sufrió una cornada en el muslo derecho.
En 2006 se vivió en España un nuevo episodio de su guerra con los empresarios al quedarse fuera de los carteles de la Feria de Abril. El 22 de mayo, durante la Feria de San Isidro, realizó su faena de mayor relieve y, aunque no logró salir por la puerta grande, cortó una oreja y hubo petición de la segunda, siendo premiado como autor de la mejor faena de la feria de San Isidro. En su segundo paseíllo lidia toros de Victorino Martín. En Valencia, en la feria de julio, se anuncia con la corrida de Miura.

### Faena a Cantapájaros

#### Temporada 2007

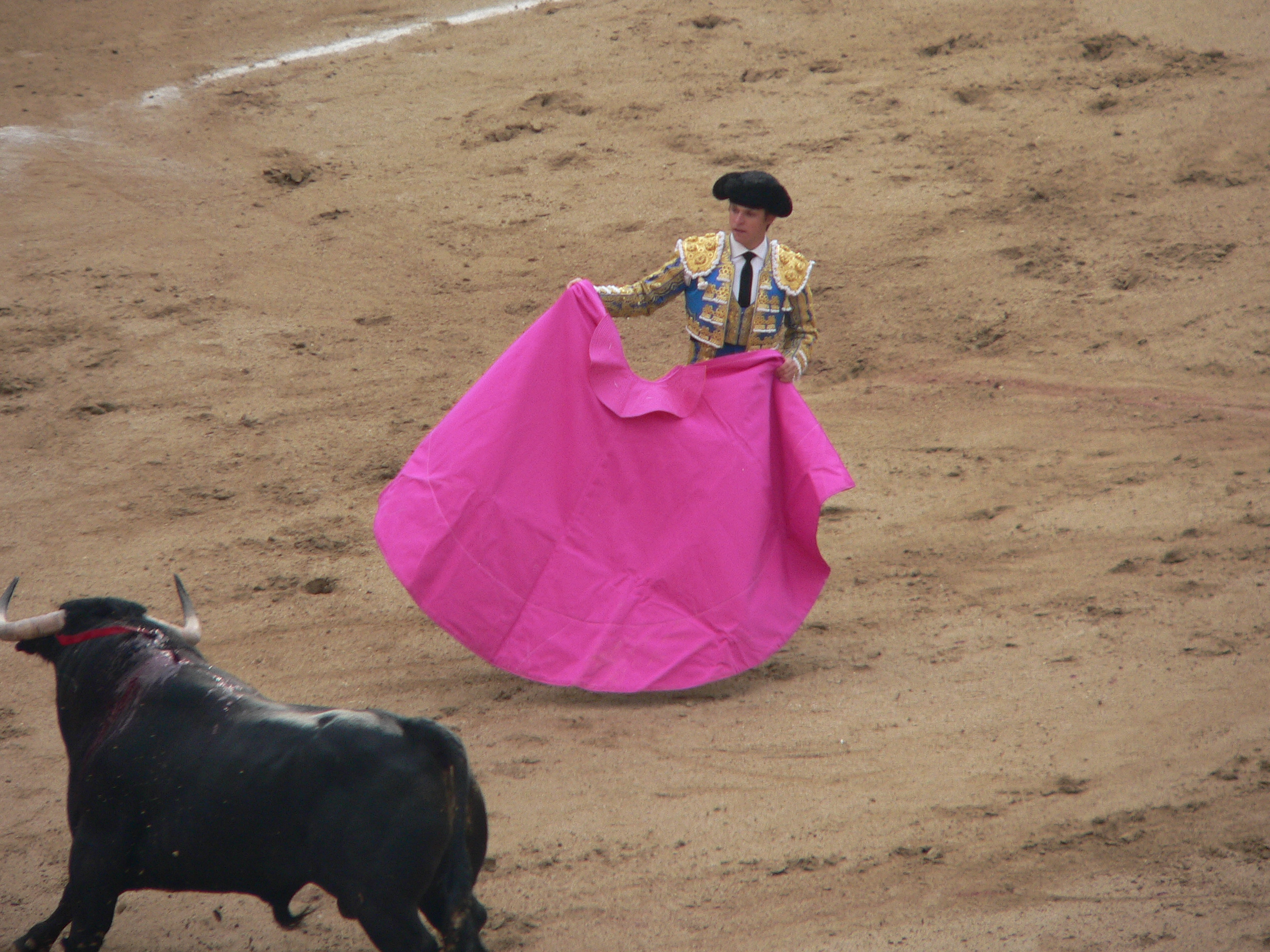
El Juli toreando en Las Ventas, Madrid.

Tuvo que esperar hasta el 23 de mayo de 2007 para salir por la puerta grande de Las Ventas como matador de toros tras cortar dos orejas (una a cada toro) y recibir el presidente de la plaza una sonora bronca por no conceder otra. El Juli declaró: "Cantapájaros es uno de los toros más importantes de mi carrera tanto por lo que representa abrir la Puerta Grande de Madrid como por lo que sentí en el ruedo mientras le toreaba". Por esta faena y por otras de alto nivel realizadas a lo largo de esta campaña, en la que obtuvo importantes triunfos desde marzo hasta octubre, recibió un reconocimiento unánime. El 11 de octubre sumó en Zaragoza su corrida de toros número mil. Recibe el XIV Premio Nacional Cossio al triunfador del año.
El 15 de octubre inaugura su propia escuela de tauromaquia en Arganda del Rey (Madrid).

#### Temporadas 2008-2009
El 19 de septiembre de 2008 celebra su décimo aniversario de alternativa lidiando seis toros en solitario en Nimes y obtiene siete orejas y un rabo. En la temporada siguiente destaca, entre otras plazas, en Sevilla, en Pamplona, en Francia y en su presentación en las Islas Azores (Portugal). En 2009 lidia seis toros en solitario en Bayona y en Bilbao. 

### Puertas del Príncipe en Sevilla

#### Temporada 2010
La temporada 2010 fue una de las mejores temporadas de la carrera de El Juli. Fue el matador que más trofeos (55) consiguió en plazas de primera categoría, cifra que superó su propia marca (48).
En las plazas de primera categoría, Julián López comienza la temporada siendo el triunfador la Feria de Fallas de Valencia tras cortar seis orejas. En la feria de julio sale en hombros por tercera vez consecutiva.
El 16 de abril sale por la Puerta del Príncipe de Sevilla tras cortar una oreja con dos vueltas en su primer toro y las dos orejas de su segundo. Cuatro días después, también en La Maestranza sevillana, corta las dos orejas de un toro de la ganadería de Torealta.
En Pamplona, aunque corta dos orejas, resulta herido. Resulta triunfador de la feria de Bilbao junto a Enrique Ponce y José María Manzanares.
Es premiado como triunfador de la temporada por los premios Cossio y la Oreja de Oro de Radio Nacional de España, premio que recoge el 30 de marzo de 2011 en el Círculo de Bellas Artes de Madrid.
El 30 de septiembre se reúne, junto a otras figuras del toreo, con la ministra de Cultura, Ángeles González-Sinde, para solicitar que el toreo dependa del Ministerio de Cultura.

#### Temporada 2011
En la posterior temporada americana, El Juli continúa en el mismo tono, con premios en Cali, Manizales o Lima. El 30 de enero corta las dos orejas y el rabo del toro "Guapetón" en la Monumental de México ante 40 mil espectadores.
El 23 de abril indulta un toro en Arlés (Francia). El día siguiente, el Domingo de Resurrección, corta las dos orejas en la Maestranza de Sevilla. Y el 30 de abril abre la Puerta del Príncipe. Tras pasear una oreja en Las Ventas, es nombrado triunfador de la Feria de San Fermín de Pamplona. El 5 de agosto resulta herido en la cabeza en la plaza de toros de Bayona (Francia). El 25 de septiembre en Barcelona sale a hombros de esta plaza por decimonovena ocasión en su carrera, en la penúltima corrida que se ha celebrado hasta la fecha en la Monumental catalana.

#### Temporada 2012
En los inicios de 2012 se produce una polémica tras la unión de varios toreros importantes, en un grupo denominado por la prensa como G10. Como consecuencia de esta tensión, El Juli quedaría excluido de ferias y plazas importantes como Castellón, Valencia, Sevilla o Madrid, rumoreándose que haría la temporada íntegramente en México o que incluso se planteaba la retirada.
En su afán por responder en el ruedo a estas circunstancias, El Juli sufre varios percances en plazas como Granada, Aranjuez y México, aunque en estas dos últimas logra pasear dos orejas y un rabo, y cuatro orejas, respectivamente. Una de las tardes más destacadas tiene lugar en Jerez de la Frontera el 11 de mayo, paseando cuatro orejas y un rabo en un triunfo que algunos medios de comunicación señalan como reivindicativo. El 23 de agosto sale a hombros en Bilbao tras desorejar a un toro de El Pilar y en San Sebastián se alza con la Concha de Oro.
Es premiado por el Foro de la Juventud Taurina como triunfador de la temporada en un acto que tiene lugar en los Teatros del Canal de Madrid y por los XIX Tofeos Nacionales Cossio.

### Gravísima cornada

#### Temporada 2013

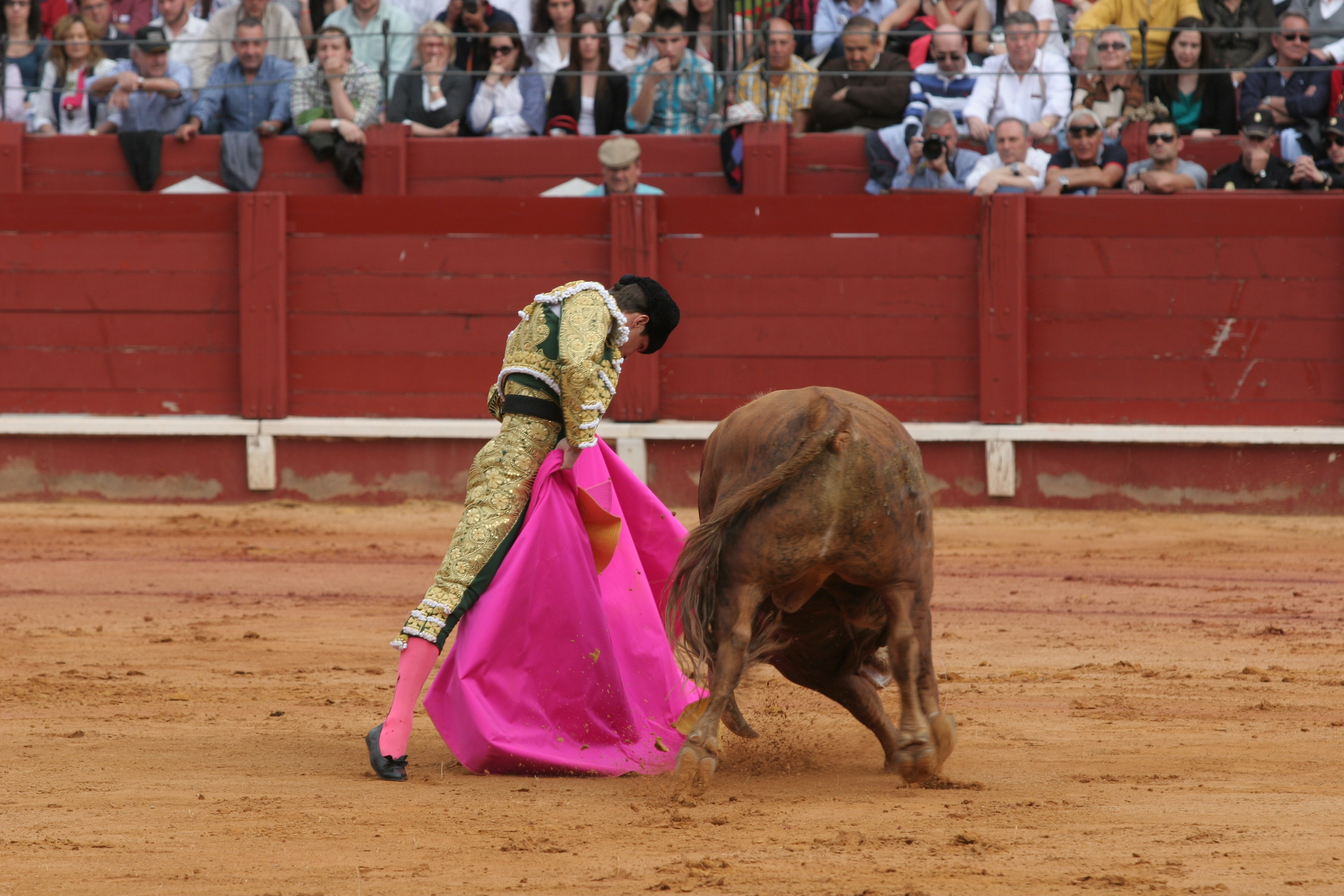
El Juli toreando con el capote en Aranjuez en el año 2013

En la posterior temporada americana torea en solitario en Latacunga (Ecuador), logrando cinco orejas y un rabo e indultando un toro. En Manizales se alza con la Catedral de Oro tras el indulto de un toro de Ernesto Gutiérrez.
El 22 de enero, tras haber regresado a España después de salir en hombros de la Monumental de México, sufre un accidente de tráfico en la carretera A-5, cerca de Mérida, resultando herido con fracturas en el radio y cúbito del brazo izquierdo.
El 12 de febrero acude al Congreso de los Diputados junto a otras personalidades destacadas de la tauromaquia como Santiago Martín "El Viti", Curro Vázquez o José María Manzanares, durante el debate por la admisión a trámite de la Iniciativa Legislativa Popular (ILP) de la Federación de Entidades Taurinas de Cataluña para que la fiesta de los toros sea declarada Bien de Interés Cultural en toda España.
El Domingo de Resurrección de 2013 logra su cuarta Puerta del Príncipe de Sevilla tras cortar tres orejas y con el público sevillano solicitando más trofeos.
Regresa a La Maestranza el 19 de abril, cuando el primer toro de su lote le infiere una gravísima cornada en su pierna derecha. Como consecuencia de este percance El Juli tuvo que ser operado hasta en tres ocasiones. Tiempo después, Julián López comentó sobre este percance: "Sufrí muchísimo. Sentía que me moría".
El Juli reaparece un mes después en Nimes, aunque todavía mermado físicamente. El 19 de agosto logra su cuarta puerta grande en Bilbao, tras cortar las dos orejas de un toro de Garcigrande. El 7 de septiembre indulta en Arlés al toro "Velero".

#### Temporada 2014
El 26 de febrero de 2014 El Juli presenta su temporada en un evento en el Círculo de Bellas Artes de Madrid, en la que también anuncia una serie de actividades de difusión de la tauromaquia o la presentación de libro "El Juli. Sin comillas" escrito por su hermano Ignacio López. También anuncia una corrida en Nimes donde lidia toros de Miura, ganadería con la que estaba anunciado en Sevilla el pasado año pero que no pudo realizar por su grave cornada.
Ni en esta temporada, ni en la siguiente torea en Sevilla por el desacuerdo de la empresa con varios toreros, como Morante de la Puebla, Alejandro Talavante, Miguel Ángel Perera o el propio Julián López "El Juli".
Comienza la temporada cortando cuatro orejas y un rabo en Olivenza. Es declarado triunfador de la Feria de Fallas por la Diputación de Valencia.
Tras pasear un trofeo en la Corrida de la Beneficencia de Madrid, El Juli, junto a Enrique Ponce y José María Manzanares, representa a la tauromaquia en la recepción real por el nombramiento de Felipe VI como Rey de España.
Entre otras puertas grandes, destacan sus tardes en plazas como Pamplona, Nimes, Toledo, Santander, Huesca, Gijón, Cuenca, Dax, Ronda, Albacete, Huelva, Salamanca o el Palacio Vistalegre de Madrid. En Ciudad Real indulta un toro de la ganadería de Torrealta.
En la feria de Murcia corta cuatro orejas y un rabo. Mismo premio que obtiene en Nimes el 20 de septiembre.
Concluye la temporada en Zaragoza saliendo en hombros y obteniendo el premio al triunfador de la Feria del Pilar.

#### Temporada 2015
Al finalizar la temporada 2014, El Juli anuncia a Luis Manuel Lozano como nuevo apoderado.
El 11 de enero de 2015 indulta un toro en Manizales (Colombia). El 19 de marzo corta cuatro orejas en Valencia y es declarado triunfador de la Feria de Fallas. El 31 de mayo actúa en solitario en Cáceres a beneficio de los niños con cáncer, en una corrida retransmitida por Televisión Española, cortando siete orejas y un rabo e indultado un toro.
El 18 de mayo sale a hombros en Lisboa (Portugal) tras permanecer la puerta grande de Campo Pequeno cinco años cerrada. Sale a hombros en Pamplona y realiza una faena en Bilbao reconocida por la prensa y por el público bilbaíno, que pidió la segunda oreja, dando El Juli dos vueltas al ruedo.
El 17 de septiembre indulta al toro Cortesano en Albacete. Cierra la temporada el 12 de octubre en Zaragoza, saliendo en hombros y siendo premiado como triunfador de la Feria del Pilar. El 8 de noviembre regresa tras un año de ausencia a la Plaza México y ante 30 mil espectadores sale en hombros. El 28 de diciembre indulta en Cali (Colombia) al toro Rotolando.

### Medalla de Oro de las Bellas Artes

#### Temporada 2016

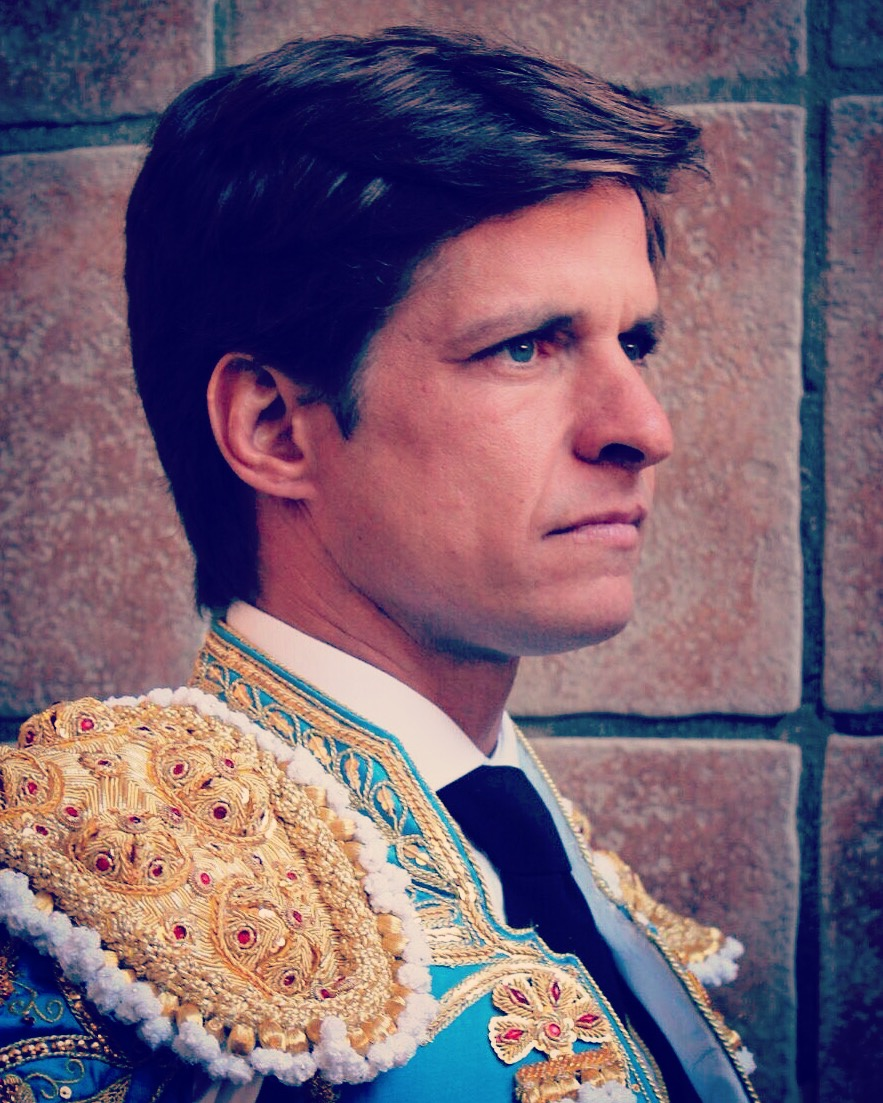
El Juli en la plaza de toros de Alicante

En la temporada americana obtiene los premios a la mejor faena de la Temporada Grande en la Monumental de México por la realizada el 24 de enero a un toro de la ganadería de Montecristo.
Comienza el 2016 triunfando nuevamente en Valencia. Tras dos años de ausencia regresa a Sevilla el 8 de abril y corta una oreja. El 15 de abril, en su segundo paseíllo en la feria de abril, es herido por el segundo toro de su lote.
El 12 de julio sale a hombros en Pamplona por undécima vez en su carrera tras cortar las dos orejas a un toro de Victoriano del Río. El 14 de agosto se anuncia una corrida en San Sebastián con José Tomás y El Juli, con el prólogo del rejoneador Pablo Hermoso de Mendoza. El Juli sale en hombros tras cortar las dos orejas del primer toro de su lote y se alza con la Concha de Oro.
El 18 de septiembre, en el 18.º aniversario de su alternativa, realiza posiblemente la mejor faena de su temporada a un toro de El Vellosino en Logroño.
El 23 de diciembre de 2016, el Consejo de Ministros aprobó la concesión a Julián López "El Juli" de la Medalla de Oro al Mérito en las Bellas Artes. El premio le fue entregado el 6 de febrero de 2018 en el Centre Pompidou Málaga de manos del Rey Felipe VI, convirtiéndose en el torero más joven en recibir este reconocimiento.

#### Temporada 2017
El 8 de enero de 2017 corta cuatro orejas en Manizales (Colombia) y obtiene su sexta Catedral de Oro. El 22 de enero El Juli actúa en la plaza de toros Santamaría de Bogotá tras permanecer esta cinco años cerrada.
El 5 de febrero triunfa de nuevo en la Monumental de México y sale en hombros.
Ya en la temporada europea, y tras pasear tres orejas en Olivenza (Badajoz), obtiene tres trofeos en Valencia el 19 de marzo.
El 25 de mayo confirma alternativa en Las Ventas a los toreros Álvaro Lorenzo y Ginés Marín. El Juli corta una oreja. 

Antonio Lorca escribe en El País:
Y algo mejor: El Juli a punto estuvo de acompañar a Marín en la salida a hombros si mata a la primera a su segundo toro. Es una enciclopedia de conocimiento.
El 28 de mayo corta cuatro orejas y un rabo en Sanlúcar de Barrameda e indulta al toro "Jorguín".
El 16 de junio corta una oreja en Madrid en la corrida de la beneficencia.
El 23 de junio triunfa en Alicante como torero y como ganadero, cortando tres orejas a toros de su ganadería, "El Freixo".
El 13 de agosto corta cinco orejas y un rabo en El Puerto de Santa María (Cádiz).
El 8 de septiembre de 2017 El Juli indulta en Valladolid al toro "Fanfarria", de la ganadería de Daniel Ruiz.
Corta tres orejas en la corrida goyesca de Arlés y sale también por la puerta grande en Salamanca y Albacete.

#### Temporada 2018

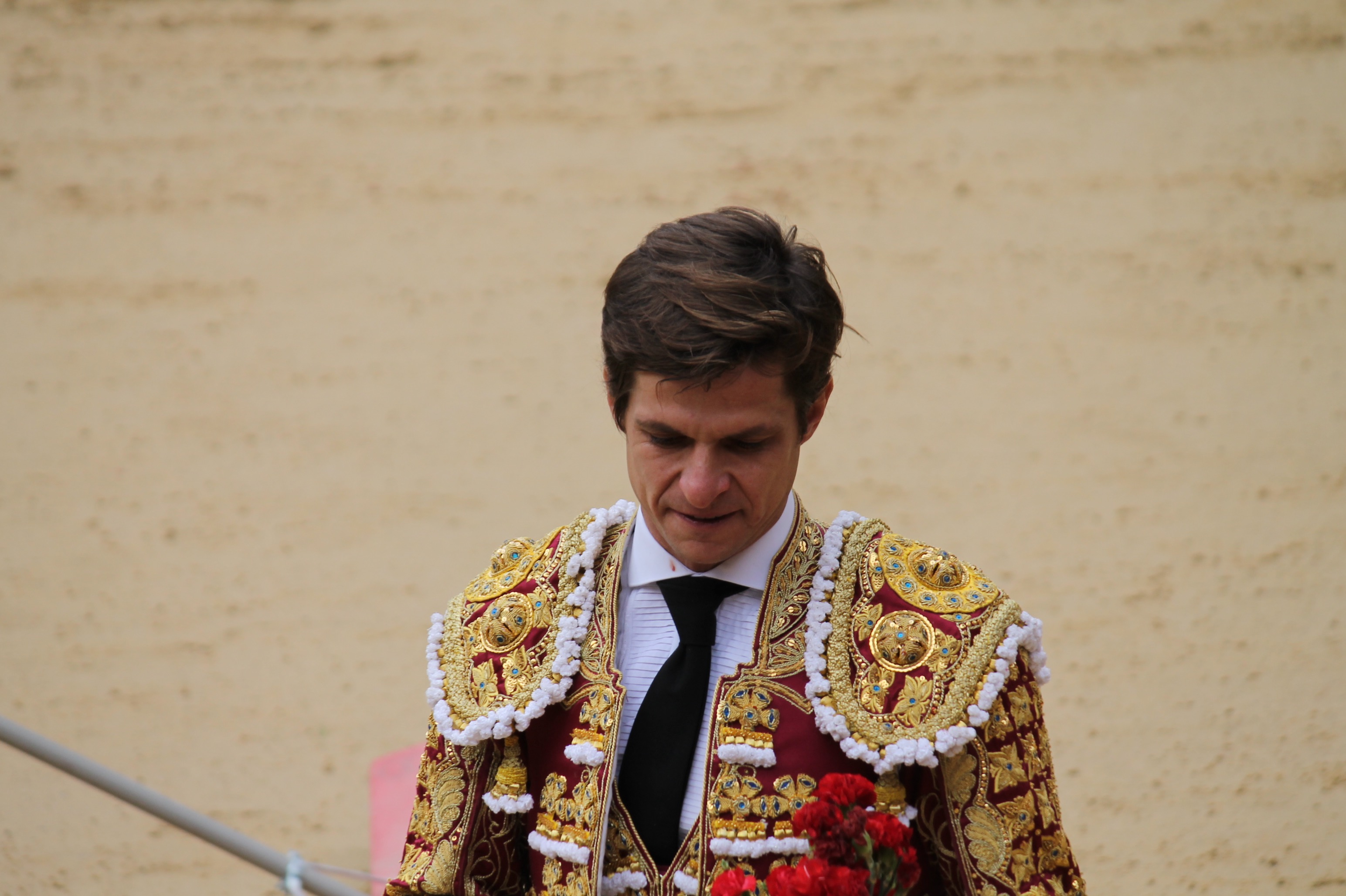
Julián López "el Juli" en la última de abono de 2018 en Bogotá

Arranca la temporada cortando dos orejas en la Monumental de México el 4 de febrero de 2018. Unos días más tarde, el domingo 18 de febrero, El Juli indulta al toro "Lancero" en Bogotá y resulta herido con una cornada de 15 centímetros en la cara posterior interna del tercio superior del muslo izquierdo.
Ya en España, obtiene tres orejas en Castellón el 9 de marzo. El martes 16 de abril de 2018, El Juli indulta al toro "Orgullito" de la ganadería D. Hernández en la Real Maestranza de Caballería de Sevilla, paseando cuatro orejas y logrando la quinta Puerta del Príncipe de su carrera.
El 24 de mayo triunfa en Madrid tras su obra al toro "Licenciado" de Alcurrucén y es premiado como autor de la mejor faena de la feria de San Isidro.
En otra plaza de primera categoría, San Sebastián, corta dos orejas el 15 de agosto. El 20 de agosto de 2018, El Juli indulta en Cuenca al toro "Aguamiel" de la ganadería de José Vázquez.
Cierra la temporada en Zaragoza el 13 de octubre lidiando seis toros en solitario en corrida goyesca.

### Récord de Puertas del Príncipe

#### Temporada 2019
En la temporada americana corta cuatro orejas en Manizales el 12 de enero, obteniendo el Trofeo Catedral de Oro por séptima vez en su carrera. El 10 de febrero sale a hombros en Bogotá.

El 2 de mayo de 2019 sale en hombros por la Puerta del Príncipe de Sevilla por sexta vez en su carrera. Rubén Amón escribe en El País:

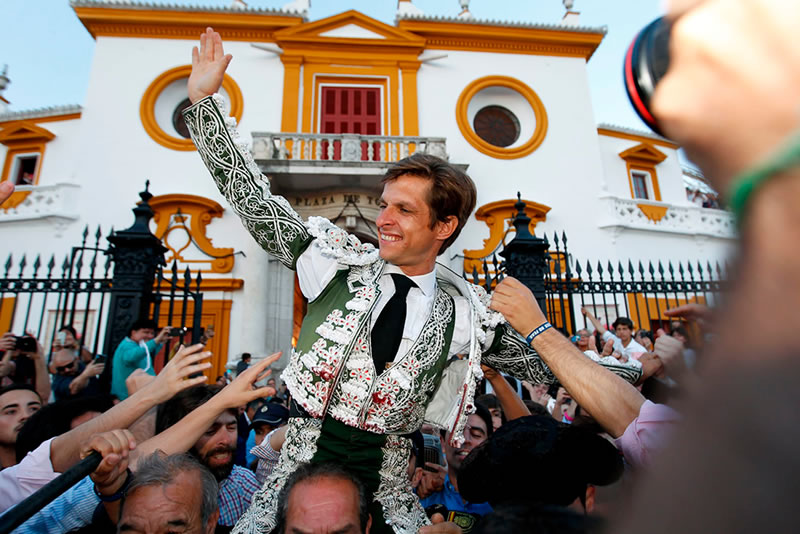
El Juli por la Puerta del Príncipe de Sevilla

Seis veces seis ha conseguido la proeza -una de ellas frustrada en el hule de la enfermería- y seis veces seis ha logrado asomarse al espejo del Guadalquivir como si el contraluz de Triana en la otra orilla le hiciera sentirse digno de la estirpe de Belmonte. Se ve que El Juli es madrileño, como dice el pasodoble de Marcial, pero ha encontrado el maestro López en La Maestranza un camino de identificación que revienta los estereotipos identitarios, las lealtades culturales y las coplillas de Cagancho: “De Despeñaperros para arriba, se trabaja; de Despeñaperros para abajo, se torea”.
Se hizo incorpóreo El Juli en la faena al garcigrande. Y no porque descuidara la técnica, el temple ni el poder, sino porque los subordinó a la inspiración y al instinto. No se puede torear más despacio.
Con este triunfo, El Juli se convierte en el matador de toros que más veces ha salido por la Puerta del Príncipe de la Maestranza de Sevilla (6), superando a Curro Romero y a Juan Antonio Ruiz "Espartaco" (5).
El 18 de mayo El Juli indulta en Jerez de la Frontera al toro "Corchero" de Garcigrande.
Tras pasear tres orejas en San Sebastián el 15 de agosto, El Juli conquista su cuarta Concha de Oro como triunfador de la Semana Grande, superando a Antonio Ordóñez, que contaba con tres.
Finaliza la temporada liderando el escalafón de matadores de toros con 43 festejos.

#### Temporada 2020
El 11 de enero lidia seis toros en solitario en Manizales (Colombia) y sale en hombros.
Tras torear en Olivenza, la temporada taurina se paraliza como consecuencia de la COVID-19. El Juli reaparece el 28 de agosto en Mérida.[cita requerida]

#### Temporada 2021
El 2 de mayo, en el festival de reapertura de Las Ventas tras la pandemia, El Juli corta dos orejas de un astado de Garcigrande.
En el 2021 destacan las salidas en hombros en el Palacio Vistalegre, Aranjuez, Granada, Alicante, León, Gijón, Palencia, Bayona, doblete en Valladolid o el indulto en Sanlúcar de Barrameda al toro "Faraón" de Santiago Domecq. 

#### Temporada 2022
En la Feria de Abril del año 2022, El Juli logra su séptima Puerta del Príncipe, tras cortar tres orejas a dos toros de Garcigrande. 
El 11 de mayo, en la 4.ª tarde de la Feria de San Isidro, a pesar no salir por la Puerta Grande la plaza de Las Ventas, El Juli realiza una las mejores faenas de su vida antes un toro de La Quinta.  
Abre la puerta grande de plazas como Castellón, Jerez de la Frontera, Valladolid, Granada, Pamplona, Santander, El Puerto, Palma de Mallorca, Palencia o Murcia, donde corta las dos orejas y el rabo. En América sale a hombros en Latacunga (Ecuador) o Lima (Perú). Indulta un toro en Irapuato (México).

### 25 aniversario y retirada

#### Temporada 2023
En la temporada 2023 cumple 25 años como matador de toros y el 17 de marzo recibe de manos de la presidenta de la Comunidad de Madrid, Isabel Díaz Ayuso, el Premio de la Cultura de la Comunidad de Madrid.
El 10 de abril corta dos orejas en Sevilla al toro "Gavilán".
El 15 de mayo es premiado con la Medalla de Honor y de Madrid, galardón otorgado por el alcalde de Madrid, José Luis Martínez-Almeida.
En Pamplona sale a hombros por decimotercera vez en su carrera.

El 27 de julio anuncia el fin de una etapa profesional en un comunicado:
Después de 25 años de alternativa quiero comunicarles mi decisión de dejar de torear indefinidamente cuando acabe esta temporada.
Esta noticia no es una retirada, es el final de una etapa que por cierto ha sido maravillosa. Sobre el futuro sólo el tiempo dirá.
El toreo ha sido, es y será la inspiración y el motor de mi vida, y doy este paso con la más absoluta felicidad por haber cumplido todos mis sueños, incluso más de lo que podía imaginar. Poder transmitir mis sentimientos y emocionar al público es algo mágico, inigualable, que sólo un torero lo puede sentir con esa verdad y profundidad.
En San Sebastián abre la puerta grande y obtiene su quinta Concha de Oro.
En Gijón lidia seis toros en solitario cortando ocho orejas y un rabo e indulta al toro "Caritativo", de Garcigrande.
En Valladolid logra su puerta grande número 26 en esta plaza ante una corrida de Victorino Martín.
Sale a hombros por la Puerta de los Cónsules en Nimes. Y en Salamanca corta tres orejas y un rabo.
El 30 de septiembre de 2023 sale en hombros de Las Ventas tras cortar las dos orejas al toro "Faraón", de El Puerto de San Lorenzo.
Se despide del toreo en la Maestranza de Sevilla, el 1 de octubre de 2023.
Al finalizar la temporada El Juli es galardonado con el Premio Nacional de Tauromaquia, correspondiente al año 2023, concedido por el Ministerio de Cultura y Deporte. 

#### Bicampeón de España de Doma y Faenas de Campo
Tras su retirada, Julián López "El Juli" se enfoca en su ganadería, El Freixo, y en una de sus grandes pasiones, el mundo del caballo. 
En los años 2023 y 2025 se proclama campeón de España de Doma y Faenas de Campo 

## Estadística

### Corridas toreadas
| Temporada           | Festejos | Toros lidiados | Orejas | Rabos | Puertas Grandes | Indultos | Festejos en Europa | Festejos en Europa | Festejos en Europa | Festejos en Europa | Festejos en Europa | Festejos en Europa | Festejos en América | Festejos en América | Festejos en América | Festejos en América | Festejos en América | Festejos en América |
| Temporada           | Festejos | Toros lidiados | Orejas | Rabos | Puertas Grandes | Indultos | Festejos           | Toros lidiados     | Orejas             | Rabos              | Puertas Grandes    | Indultos           | Festejos            | Toros lidiados      | Orejas              | Rabos               | Puertas Grandes     | Indultos            |
| ------------------- | -------- | -------------- | ------ | ----- | --------------- | -------- | ------------------ | ------------------ | ------------------ | ------------------ | ------------------ | ------------------ | ------------------- | ------------------- | ------------------- | ------------------- | ------------------- | ------------------- |
| 1998                | 31       | 65             | 61     | 2     | 22              | 0        | 15                 | 30                 | 33                 | 2                  | 13                 | 0                  | 16                  | 35                  | 28                  | 0                   | 9                   | 0                   |
| 1999                | 161      | 341            | 324    | 19    | 103             | 1        | 134                | 288                | 279                | 17                 | 90                 | 0                  | 27                  | 53                  | 45                  | 2                   | 13                  | 1                   |
| 2000                | 117      | 246            | 218    | 13    | 75              | 1        | 106                | 222                | 200                | 13                 | 68                 | 1                  | 11                  | 24                  | 18                  | 0                   | 7                   | 0                   |
| 2001                | 117      | 238            | 213    | 10    | 72              | 2        | 88                 | 178                | 164                | 5                  | 56                 | 1                  | 29                  | 60                  | 49                  | 5                   | 16                  | 1                   |
| 2002                | 135      | 276            | 198    | 8     | 72              | 1        | 112                | 228                | 166                | 6                  | 59                 | 1                  | 23                  | 48                  | 32                  | 2                   | 13                  | 0                   |
| 2003                | 99       | 220            | 132    | 1     | 41              | 0        | 86                 | 192                | 113                | 1                  | 35                 | 0                  | 13                  | 28                  | 19                  | 0                   | 6                   | 0                   |
| 2004                | 77       | 157            | 84     | 0     | 28              | 0        | 74                 | 151                | 79                 | 0                  | 26                 | 0                  | 3                   | 6                   | 5                   | 0                   | 2                   | 0                   |
| 2005                | 85       | 181            | 96     | 1     | 29              | 2        | 61                 | 127                | 67                 | 1                  | 19                 | 0                  | 24                  | 54                  | 29                  | 0                   | 10                  | 2                   |
| 2006                | 89       | 185            | 126    | 2     | 41              | 0        | 63                 | 129                | 96                 | 1                  | 30                 | 0                  | 26                  | 56                  | 30                  | 1                   | 11                  | 0                   |
| 2007                | 93       | 196            | 129    | 3     | 44              | 0        | 82                 | 174                | 110                | 2                  | 38                 | 0                  | 11                  | 22                  | 19                  | 1                   | 6                   | 0                   |
| 2008                | 80       | 169            | 112    | 3     | 34              | 0        | 74                 | 157                | 104                | 3                  | 32                 | 0                  | 6                   | 12                  | 8                   | 0                   | 2                   | 0                   |
| 2009                | 78       | 168            | 110    | 5     | 35              | 3        | 58                 | 127                | 77                 | 1                  | 25                 | 0                  | 20                  | 41                  | 33                  | 4                   | 10                  | 3                   |
| 2010                | 98       | 204            | 175    | 4     | 57              | 2        | 76                 | 158                | 141                | 2                  | 44                 | 0                  | 22                  | 46                  | 34                  | 2                   | 13                  | 2                   |
| 2011                | 73       | 149            | 122    | 3     | 44              | 2        | 68                 | 137                | 111                | 2                  | 40                 | 2                  | 5                   | 12                  | 11                  | 1                   | 4                   | 0                   |
| 2012                | 56       | 112            | 105    | 3     | 34              | 1        | 39                 | 75                 | 74                 | 2                  | 25                 | 0                  | 17                  | 37                  | 31                  | 1                   | 9                   | 1                   |
| 2013                | 58       | 112            | 77     | 1     | 25              | 2        | 41                 | 78                 | 59                 | 1                  | 20                 | 1                  | 17                  | 34                  | 18                  | 0                   | 5                   | 1                   |
| 2014                | 54       | 119            | 92     | 7     | 32              | 1        | 39                 | 82                 | 67                 | 5                  | 23                 | 1                  | 15                  | 37                  | 25                  | 2                   | 9                   | 0                   |
| 2015                | 43       | 104            | 80     | 2     | 27              | 4        | 38                 | 90                 | 66                 | 2                  | 22                 | 2                  | 5                   | 14                  | 14                  | 0                   | 5                   | 2                   |
| 2016                | 44       | 95             | 61     | 0     | 22              | 0        | 40                 | 84                 | 57                 | 0                  | 21                 | 0                  | 4                   | 11                  | 4                   | 0                   | 1                   | 0                   |
| 2017                | 46       | 96             | 78     | 4     | 25              | 2        | 40                 | 83                 | 70                 | 4                  | 23                 | 2                  | 6                   | 13                  | 8                   | 0                   | 2                   | 0                   |
| 2018                | 57       | 133            | 75     | 1     | 24              | 3        | 43                 | 96                 | 57                 | 1                  | 18                 | 2                  | 16                  | 43                  | 21                  | 0                   | 7                   | 1                   |
| 2019                | 45       | 85             | 49     | 1     | 15              | 1        | 43                 | 80                 | 43                 | 1                  | 14                 | 1                  | 2                   | 5                   | 6                   | 0                   | 2                   | 0                   |
| 2020                | 5        | 12             | 6      | 0     | 2               | 0        | 4                  | 8                  | 3                  | 0                  | 1                  | 0                  | 1                   | 6                   | 3                   | 0                   | 1                   | 0                   |
| 2021                | 31       | 65             | 46     | 1     | 17              | 1        | 31                 | 65                 | 46                 | 1                  | 17                 | 1                  | 0                   | 0                   | 0                   | 0                   | 0                   | 0                   |
| 2022                | 54       | 109            | 67     | 3     | 23              | 2        | 40                 | 79                 | 47                 | 2                  | 15                 | 0                  | 14                  | 30                  | 20                  | 1                   | 8                   | 2                   |
| 2023                | 43       | 96             | 70     | 2     | 24              | 1        | 39                 | 85                 | 70                 | 2                  | 24                 | 1                  | 4                   | 11                  | 0                   | 0                   | 0                   | 0                   |
| Total en su carrera | 1871     | 3943           | 2909   | 99    | 969             | 32       | 1534               | 3205               | 2399               | 77                 | 798                | 15                 | 337                 | 738                 | 510                 | 22                  | 171                 | 16                  |

## Ganadería El Freixo
En el año 2004 El Juli adquiere la finca y la ganadería El Freixo, situada en Olivenza (Badajoz). En su faceta como ganadero, Julián López comienza lidiando reses en novilladas sin picadores y festivales. Su debut en novillada picada se produce en Captieux (Francia), el 6 de junio de 2010. Y lidia su primera corrida el 28 de mayo de 2016 en Granada, festejo en el que él mismo participa como torero.

## Fundación y Escuela Taurina
Uno de los proyectos más importantes de la Fundación Taurina Internacional El Juli es la creación el 15 de octubre de 2007 de la Escuela de Tauromaquia de la Fundación El Juli, situada en Arganda del Rey (Madrid).

## Vida personal

Salida de su enlace matrimonial

Se casó con Rosario Domecq Márquez, hija de Pedro Domecq de la Riva y Rosario Márquez Amilibia, el 20 de octubre de 2007, tras siete años de noviazgo, en la capilla de Santa Catalina del convento de Santo Domingo de Jerez de la Frontera. El diestro que, ya desde su época adolescente, ha llevado una vida llena de sacrificios y ha forjado su prestigio mediático a base de profesionalidad, ocupó por una vez las portadas de la prensa rosa.
Julián y Rosario fueron padres de dos mellizos, nacidos el 6 de septiembre de 2011, llamados Rosario y Fernando. El 28 de marzo de 2014 nace su hija Isabel.

## Premios al triunfador de la temporada
-1998. Radio Nacional de España. Premios Nacionales Cossio
-1999. Radio Nacional de España
-2000. Radio Nacional de España. Premios Nacionales Cossio
-2001. Radio Nacional de España. Premios Nacionales Cossio
-2002. Radio Nacional de España. Premios Nacionales Cossio
-2007. Premios Nacionales Cossio
-2010. Radio Nacional de España. Premios Nacionales Cossio. II Premios Foro Juventud Taurina
-2012. Premios Nacionales Cossio. IV Premios Foro Juventud Taurina
-2023. Radio Nacional de España.